# Sipaneopsis huberi
Sipaneopsis huberi är en måreväxtart som beskrevs av Julian Alfred Steyermark. Sipaneopsis huberi ingår i släktet Sipaneopsis och familjen måreväxter. Inga underarter finns listade i Catalogue of Life.